# Massacres de Markale
Les massacres de Markale sont deux massacres de civils commis par l'Armée de la république serbe de Bosnie lors du siège de Sarajevo, causés par un bombardement au mortier sur le marché Markale. La première attaque, le 5 février 1994, fait 68 morts et 144 blessés, tandis que la seconde, le 28 août 1995, fait 37 morts et 90 blessés.
Dans les deux cas, la provenance des tirs est contestée par les forces serbes assiégeant la ville, affirmant ne pas être à l'origine de ces tirs et accusant au contraire l'Armée de la république de Bosnie-Herzégovine (ArBiH) de bombarder son propre peuple pour pousser l'Organisation du traité de l'Atlantique nord (OTAN) à intervenir.
Lors de la première attaque, les rapports d'experts ne permettent pas de déterminer avec certitude la provenance des tirs de mortier, cependant l'OTAN réagit en imposant aux forces serbes, par un ultimatum, de retirer leurs armes lourdes des alentours de Sarajevo. Après la deuxième attaque, l'enquête de l'Organisation des Nations unies (ONU) conclut que l'obus provient du côté serbe, et l'OTAN lance une campagne de bombardement, l'opération Deliberate Force.
Le Tribunal pénal international pour l'ex-Yougoslavie (TPIY) conclut à la culpabilité de l'armée serbe pour les deux attaques, respectivement lors du jugement de Stanislav Galić,, en décembre 2003, et de Dragomir Milošević, en décembre 2007.

## Premier massacre
La première attaque a lieu le 5 février 1994 entre 12 h 10 et 12 h 15. L'explosion sur le marché de Sarajevo fait 68 morts et 144 blessés. La source de l'explosion sera par la suite déterminée comme étant un obus de mortier de 120 mm.
Les Serbes sont immédiatement désignés comme responsables et un ultimatum de l'OTAN impose aux forces serbes de se retirer des environs de Sarajevo. L'OTAN est accusée d'avoir utilisé ce massacre comme prétexte aux préparatifs de l'opération Deliberate Force.
Quelques jours plus tard court l'information qu'un rapport initial de la FORPRONU accuse en fait les forces de l'Armée de la république de Bosnie-Herzégovine du massacre. Le 18 février, le journaliste Bernard Volker affirme sur la chaîne de télévision française TF1 qu'il existe un rapport de l'Organisation des Nations unies (ONU), dont Boutros Boutros-Ghali a connaissance mais qui ne sera pas rendu public, selon lequel les Bosniaques seraient responsables du massacre. Violemment critiqué par le journal Le Monde, Volker obtient un droit de réponse, citant en particulier l'ancien président François Mitterrand :

« ll y a quelques jours, M. Boutros-Ghali m'a dit qu'il était certain que le projectile qui est tombé sur le marché de Sarajevo de Markale était une provocation de la part des Musulmans. »

Le 21 août 1995, le journaliste français Jean Daniel écrit dans l'éditorial du Nouvel Observateur[réf. souhaitée] :

« Je me souviens du premier attentat sur le marché central, celui qui a provoqué les premiers bombardements de l'OTAN. Il me faut le dire aujourd'hui. J'ai entendu successivement Édouard Balladur, François Léotard, Alain Juppé et deux généraux très « responsables » me dire qu'ils étaient convaincus que de nombreux Français, soldats de l'ONU, abattus ou blessés en Bosnie, l'avaient été par des snipers musulmans. Et même que l'obus tiré sur le marché central était, lui aussi musulman ! Ils auraient provoqué un carnage sur les leurs ! ai-je observé avec effroi. Oui, m'a répondu le Premier Ministre sans hésiter, mais ils ont fait sortir l'OTAN de ses atermoiements. Balladur comme Alain Juppé pensaient qu'Izetbegovic pouvait être, à l'occasion, « provocateur ». Mitterrand, lui, allait plus loin : il donnait raison au président bosniaque de provoquer. »

Le général Hugh Michael Rose, à la tête de la mission britannique de la FORPRONU basée à Sarajevo au moment des évènements, déclare d'abord ne pas pouvoir être sûr de qui est responsable. Il écrit plus tard, dans ses mémoires (Fighting for peace), avoir dit au commandant des forces gouvernementales bosniaques, le général Jovan Divjak, que le mortier a été tiré à partir de ses positions, selon des experts de l'ONU.
Cependant, une enquête plus approfondie de la FORPRONU rapporte une erreur de calcul dans le premier rapport et l'ONU conclut qu'il est impossible de déterminer quelle est l'origine du tir.
En 2003, le Tribunal pénal international pour l'ex-Yougoslavie (TPIY) condamne en première instance le général serbe Stanislav Galić à 20 ans de prison, notamment pour cinq bombardements commis lors du siège de Sarajevo, dont celui du marché de Markale. En 2004, l'expert en balistique Berko Zečević, travaillant avec deux collègues, détermine six positions d'où le tir mortel de Markale aurait pu être effectué : cinq de ces positions sont sous le contrôle des forces serbes, une sous le contrôle de l'ArBiH. Les soldats de la FORPRONU stationnés près de la position de l'ArBiH n'ont signalé aucun tir provenant des positions de l'armée de la république de Bosnie-Herzégovine ce jour-là. Berko Zečević rapporte que certains des composants du projectile ne peuvent provenir que de deux sites, tous deux sous contrôle serbe. Selon d'autres équipes de balistique et tel qu'écrit dans le jugement du TPIY, l'erreur de calcul balistique initiale correspond sans doute à celle des équipes Frebat 4 et Verdy, qui ont été écartées pour cette raison du rapport final. Une fois disqualifiées ces deux analyses reposant sur des données erronées, le rapport de l'ONU retient finalement un total de huit analyses effectuées de façon conventionnelle par des experts de l'ONU ou des experts indépendants, mais l'amplitude des distances de tir calculées par ces huit analyses ne permet d'exclure de façon définitive ni les positions bosniaques, ni les positions serbes. Toutefois, tous les rapports, y compris Frebat 4 et Verdy, s'accordent sur la nature de la charge (obus de mortier de 120 mm). Le 5 décembre 2003, le tribunal conclut « au-delà de tout doute raisonnable » à la culpabilité de Galić,. Les rapports des experts convainquent « au-delà de tout doute raisonnable » 5 des 6 juges, Rafael Nieto-Navia ayant émis un avis dissident dans lequel il explique ne pas pouvoir statuer « au-delà du doute raisonnable » sur l'origine du tir.

## Second massacre
La seconde attaque a lieu le 28 août 1995. Cinq tirs de mortier successifs, aux alentours de 11 h, font 37 morts et 90 blessés. L'OTAN déclenche alors une campagne de bombardement de deux semaines, l'opération Deliberate Force, plus lourde que la précédente, contre les Serbes de Bosnie. La responsabilité de ces tirs est également controversée. Les autorités serbes rejettent, comme lors du premier massacre, toute responsabilité.
L'institut néerlandais d'études militaires résume, dans un rapport datant d'avril 2002, l'avis de quatre experts de la FORPRONU, avis cependant non reconnu par le commandement des forces de l'ONU :  

« David Binder, journaliste à l'hebdomadaire The Nation, a rapporté dès octobre 1995 que des spécialistes de la FORPRONU (un Russe, un Canadien et deux Américains) étaient arrivés sans aucune espèce de doute à la conclusion qu'il s'était agi d'une mine de l'armée de Bosnie-Herzégovine (ABiH). Des officiers des services secrets américains ajoutèrent que l'ABiH avait confirmé le fait. »

Le TPIY, sur la base des rapports successifs de la FORPRONU et des témoignages rapportés à la cour, accuse les forces serbes d'être à l'origine des tirs de mortier et condamne à l'unanimité, en partie pour cela, le général serbe Dragomir Milošević (en) à 33 ans de prison en décembre 2007. En particulier, les arguments de l'expert russe cité par Binder, Andrey Demurenko sont rejetés par le TPIY lors de l'audition car celui-ci, selon le TPIY, s'est limité à un champ de recherche trop restreint et que ses justifications sur ce point ont été vagues et évasives.
Lors du procès de Dragomir Milošević, le témoignage au TPIY de David Harland, ancien responsable des affaires civiles pour l'ONU en Bosnie, éclaire les raisons de la neutralité apparente de la FORPRONU dans les jours qui suivent l'attaque. Selon Harland, le général Rupert Smith déclare d'abord que l'origine des tirs n'est pas claire, bien qu'il ait déjà entre les mains à ce moment le rapport technique de la section de renseignement de la FORPRONU, qui établit avec certitude que les tirs proviennent de la position serbe de Lukavica. Pour Harland, qui reconnait avoir lui-même conseillé le général Smith dans ce sens, cette déclaration neutre a pour but de ne pas alerter les Serbes et de mettre à l'abri des représailles serbes les soldats de la FORPRONU sur le territoire de la république serbe de Bosnie.
Le TPIY conclut que le tir de mortier de 120 mm du 28 août 1995 sur le marché Markale provient de l'Armée de la république serbe de Bosnie depuis les positions du Corps Sarajevo-Romanija.